# Kateřina Pancová
Kateřina Kottová, rozená Pancová (* 7. června 1970), je česká lékařka, specializací onkoložka, politička a bývalá ředitelka Oblastní nemocnice Kladno, a. s. V květnu 2012 byla jednou z osmi zatčených (Petr Kott - spolupracovník Davida Ratha, Martin Jireš - šéf představenstva firmy Puro Klima, Pavel Drážďanský - majitel Konstruktivy Branko, Tomáš Mladý	- obchodní ředitel Konstruktivy Branko, Jindřich Řehák - jednatel firmy Hospimed, Jan Hájek - projektový manažer Braun Medical, Václav Kovanda - člen představenstva firmy Pohl, Ivana Salačová - jednatelka firmy Fisa a spolupracující obviněná. 

## Vzdělání a profese
V roce 1994 vystudovala 2. lékařskou fakultu Univerzity Karlovy, získala titul MUDr. Má dvě atestace z oboru onkologie a radioterapie.
Po promoci v roce 1994 zůstala ve fakultním areálu FN v Motole, kde nejprve působila jako lékařka na oddělení radioterapie, poté na ambulanci a dále se stala zástupkyní vedoucího lékaře úseku radioterapie. V listopadu 2008 převzala funkci ředitelky Oblastní nemocnice Kladno. Stala se rovněž členkou představenstev dalších čtyř středočeských nemocnic a byla také ředitelkou příspěvkové organizace Krajská nemocnice Středočeského kraje, kterou nechal v roce 2009 založit středočeský hejtman a která měla zastřešit středočeské nemocnice.

## Politická kariéra
Již od 90. let 20. století byla blízká spolupracovnice Davida Ratha. Oba pracovali v motolské nemocnici, s ním spolupracovala v předsednictvu Lékařského odborového klubu, spolu vlastnili firmu Paracelsum (1996–1998). Pancová rovněž jako Rath vstoupila do ČSSD, přestože původně byla členkou SD-LSNS. V roce 2010 byla za ČSSD zvolena zastupitelkou v Hostivici. Stala se členkou krajského výboru ČSSD a byla na kandidátce pro krajské volby 2012. Po jejím zatčení však širší vedení ČSSD odhlasovalo 18. května 2012 pozastavení její činnosti.

## Trestní stíhání
V květnu 2012 byla zatčena policií a Okresní soud v Ústí nad Labem na ni uvalil vazbu. Skupina osmi obviněných podle policistů zmanipulovala zadání tendru na rekonstrukci buštěhradského zámku. Pancová a její životní partner Petr Kott údajně nechali upravit projekt financovaný z evropských fondů tak, aby se cena za opravy zvýšila o 46 milionů korun. Politické krytí tohoto podvodu zajistil David Rath, který byl policií 14. května 2012 večer zatčen s částkou sedm milionů korun v hotovosti, státním zastupitelstvím považovanou za úplatek, když odcházel z domu Pancové a Kotta v Rudné. Pancová s Kottem jsou kromě případu buštěhradského zámku policií vyšetřováni v dalších třech případech. 
Dne 27. září 2013 byla rozhodnutím Vrchního soudu propuštěna z vazby. Nástupcem Pancové ve funkci ředitele nemocnice se stal náměstek léčebně preventivní péče Vladimír Lemon.
Dne 7. dubna 2015 byla Krajským soudem v Praze odsouzena spolu se svým manželem k nepodmíněnému trestu odnětí svobody v délce trvání 7,5 let. Odvolací soud však následně oběma trest snížil na 6 let. Zároveň byla spolu se svým manželem odsouzena k propadnutí majetku v rozsahu přesahujícím 20 milionů Kč, a to jak v hotovosti, tak na bankovních účtech či v cenných papírech. Z výkonu tohoto trestu byla dne 16. června 2021 Obvodním soudem pro Prahu 6 podmíněně propuštěna po odpykání poloviny trestu. Věznici však opustila až o den později, kdy se usnesení stalo pravomocným.
V lednu 2024 požádala o prominutí zbytku trestu (po odpykání poloviny). Koncem ledna 2024 byla Kateřina Kottová podmíněně propuštěna z vězení; 23. ledna o tom v neveřejném zasedání rozhodl Obvodní soud pro Prahu 6.